# Musseques
Musseque – określenie na dzielnice zamieszkane przez biedną ludność używane w angolskiej wersji języka portugalskiego.
Pierwsze musseques powstały dookoła Luandy, stolicy Angoli. Pierwotnie Luanda składała się z dwóch głównych części: ze znajdującego się na wzniesieniu Morro, zwanego również Cidade Alta (Wysokie Miasto), gdzie znajdywały się główne budynki administracyjne, kościelne i wojskowe, oraz części położonej niżej i tuż przy morzu zwanej Cidade Baixa lub Praia (Niskie Miasto lub Plaża), w której mieszkała burżuazja i w której odbywał się handel. Kiedy miasto zaczęło się rozrastać na skraju Cidade Baixa powstały dzielnice robotników i drobnych rzemieślników, a za nimi musseques (czyt. musekysz), budowane na płaskowyżu o gruboziarnistym piasku od którego pochodzi ich nazwa.
Dzielnice te powstawały bez żadnej rządowej kontroli, a ich nazwy – takie jak Rangel, Braga, Prenda, Sanbizanga – pochodziły zazwyczaj od nazwisk dawnych właścicieli ziem na których się rozrastały. Według angolskiego pisarza José Luandino Vieiry, dyskryminacja na której oparte było społeczeństwo kolonialnej Angoli doskonale widoczna była na przykładzie tego miasta: Baixa zamieszkiwana była – z nielicznymi wyjątkami – tylko przez białą ludność, musseques, w których przez lata nie było elektryczności i kanalizacji, były dzielnicami czarnoskórych i Mulatów. Biali pojawiali się tam tylko jako przedstawiciele, taksówkarze czy handlarze.
W latach pięćdziesiątych, okresie politycznego niepokoju i rosnącego niezadowolenia lokalnej ludności, chcąc zwiększyć kontrolę nad tymi dzielnicami przecięto je ulicami po których zaczęły krążyć zmotoryzowane patrole oraz zostały w nich postawione specjalne wieże z reflektorami. Jako że były one jedynym oświetleniem w dzielnicy zbierała się pod nimi młodzież, która – siadając na ziemi,  przyniesionych specjalnie blaszanych puszkach lub ławeczkach – uczyła się i czytała. W ten sposób, jak twierdzi José Luandino Vieira, oświetlenie które miało na celu ujarzmienie miejscowej ludności służyło jej za narzędzie do nauki i emancypacji.
Mimo że stanowiły one około trzech czwartych powierzchni miasta, przez lata pisarze angolscy nie przywiązywali do nich większej wagi. Zostały one opisane po raz pierwszy przez José Luandino Vieirę w zbiorze opowiadań Luuanda wydanym w 1964 roku. Czyni on z tych dzielnic centrum, w którym toczy się życie bohaterów, opisując codzienność mieszkańców Rangel, Sambizanga, Lixeiria i Marçal, strukturę angolskiej społeczności, historie zamieszkujących je rodzin, zwierząt i lokalnych roślin. Mówiąc o Luuandzie, pisarz, który wychował się w musseque Makulusu i który opisuje swoje dzieciństwo tam spędzone w Nós, os do Makukusu e Nosso Musseque, stwierdza: „Chciałem jak najwierniej oddać tę rzeczywistość. Jeśli głód, wyzysk i bezrobocie pojawiają się w książce jako kluczowe tematy, dzieje się tak dlatego, że było to – powiedzmy to w ten sposób – akwarium, w którym krążyły stworzone przeze mnie postacie, jak również ja sam”. Przeniesienie akcji opowiadań do dzielnic biednych, czarnoskórych mieszkańców Luandy miało być świadectwem wadliwego funkcjonowania systemu kolonialnego, przez co nagrodzenie Luuandy przez Związek Pisarzy Portugalskich wywołały w Portugalii polityczny skandal.